# 作話
作話（さくわ）は、記憶障害などを背景にした記憶エラーによる現象である。過去の出来事・事情・現在の状況についての誤った記憶に基づく発言や行動が認められる点が特徴的である。作話は、「正直な嘘」と呼ぶべきものであり、通常は本人は騙すつもりは全く無く、自分の情報が誤りであるとは気がついていないので、この点で嘘とは区別される。

## 概要
作話とは、宣言的記憶の欠如した記憶を、その他の記憶や周囲の情報で埋め合わせようとした際に、文脈を取り違え、覚えていないことを覚えているような感覚になり間違った事を話してしまう心理現象である。概念的には健忘の対極にある現象。軽度のものは、いわゆる「記憶違い」と呼ばれる。コルサコフ症候群の患者などに見られる。
記憶というものは、保持された記憶を機能的に文脈を用いることで想起する事が出来るが、記憶に言葉で表現出来ない喪失部分がある場合、その部分を断片的な記憶をもとに埋め合わせようとする。この際に、非随意的に間違った話をしてしまう事がある。記憶の組み立て方の手法がどのようであるかについては議論があるが、喪失した記憶の埋め合わせという面では一致している。

## 作話症
作話症の患者は、見え透いた誤った情報（空想的作話）を提供するのだが、その作話の内容自体は、筋が立ち、内部的には一貫性があり、比較的まともである場合が多い。多くの証拠は作話の内容が真実でないことを証明するのだが、作話をする人は、自分の記憶には自信を持っていることが多い。作話を来たすよく知られた状況は、後天的な脳の障害（例えば、脳動脈瘤や脳浮腫）や、精神的・心理的障害（例えば、統合失調症、双極性障害、アルツハイマー病）である。
通常、二つの異なったタイプの作話症が区別される。すなわち、「自発的作話症」と「誘導された作話症」である。
自発的作話症（一次的作話症）は、何らかのきっかけに反応して作話が行われるのではなく、自発的に無意識的に作話が行われる。自発的作話症は、比較的まれであるが、前頭葉の病変と機能的虚血が相互作用する症例に起きる。また認知症の症例にしばしば起きる。
誘導された作話症（二次的作話症）は、誤った記憶に対する正常な反応であり、健忘症や認知症の場合にしばしば起きる。誘導された作話症は、記憶テストを行うと明瞭になる。
作話症について、発言と行動に着目して分類する方法もある。言語的作話症とは、誤った記憶を話すものであり、頻度が高い。行動的作話症とは、誤った記憶に基づいて行動するものである。
全てのタイプの作話症において、作話の基になる記憶の誤りは、自分に起きた出来事の記憶（自伝的記憶）に起きることが多い。記憶の誤りは、複雑で難解な過程であり、記憶の書き込み・貯蔵・想起のどの段階でも障害が起こり得る。このタイプの作話は、コルサコフ症候群においてよく見られる。

## 子供と作話
いくつかの研究は、年配の大人のほうが若い人よりも誤った記憶を持つことが多いと述べているが、不自然な作話についての研究は、小児期についての研究が大多数である。子供は、被暗示性が強いので、不自然な作話を特に行いやすい。
子供達は、作話した内容を思い出すように指示された場合に、それは自分が作話したものであることを、あまり憶えていない。また子供達は、作話した内容を実際に起きた本当の出来事であるとして思い出しやすい。研究によれば、子供が過去に作話した内容と現実の出来事とをあまり区別できないのは、記憶内容をモニターする仕組みがまだ十分に発達していないからである。記憶内容をコード化したり、評価して推定する技術がまだ未熟であるので、子供達が本当の記憶と誤りの記憶を区別できる能力は高くない。また、小さい子供では、作話した内容と作話していない内容を思い出すためのメタ記憶（その記憶についての記憶。その記憶を持っているかどうかの記憶）の機能を持っていないようである。また、子供のメタ記憶の過程は、子供自身の期待やバイアスの影響を受けるので、子供達は、もっともらしいが正しくない話を、作話ではなく本当の話であると判断するのである。
しかしながら、正確性についてテストされていると知っている時に、子供達は、答えられない質問に対しては、作話せずに「知らない」と答える割合が、大人よりも高い。
最終的には、誤りの情報によるトラブルは、たいていは年齢に伴う発達により、その子供が必要とする交流を行うことを通じて、次の発達段階に達することにより、最小化される。